# PlayStation 3のシステムソフトウェア
PlayStation 3のシステムソフトウェア（プレイステーションスリーのシステムソフトウェア）では、PlayStation 3 (PS3) を制御しているファームウェアの歴史およびアップデート方法を取り上げる。

## 概要
かつてPS2ではDVDプレイヤー、PlayStation BB Navigator以外の本体OSに関わるアップデートを行うことは不可能であったが、PS3を制御しているシステムソフトウェアは、アップデートによって様々な新機能の追加や修正、セキュリティやパフォーマンスの強化が出来るようになっている。SCEは、正式な方法でアップデートするよう告知しており、不正な方法でアップデートを行った場合は修理、保証を行わないとしている。システムソフトウェアの根幹に関するデータは、CECHA00/B00型では本体内蔵のストレージ内、それ以外の型番ではハードディスク内に入っている。A00/B00型以外でハードディスクを本体から取り外して交換した場合は、セーフモード及びシステムソフトウェアの他媒体からの再インストールのみが可能となる。
地域・発売時期によって本体の仕様に違いがあるが、全て単一のアップデータが提供されている。

## アップデート方法
アップデートは3種類の方法があり、いずれの場合もアップデート中は電源ボタンが機能しなくなり、無理に電源を切るとPS3の内蔵データが故障する。アップデート中は静止画が表示され、ローディング時のアイコンも変更される。（これはPS4,PS5でも同様）
ネットワークアップデート
ネットワークアップデート機能を使用して、インターネットから直接ダウンロードしてアップデートする方法。
パソコン経由でのアップデート
インターネット接続ができるパソコンでUSBメディアなどの記録メディアに保存して、記録メディアをPS3にセットしてアップデートする方法。
ディスクアップデート
アップデートデータが収録されたゲームディスクを利用してアップデートする方法。

## バージョンの変遷
近年は、主にAACSのアップデートのみが行われている。

### バージョン1系列

#### バージョン1.00
2006年11月11日に発売された、60GB版/20GB版の初回出荷分に搭載。アップデータとしての提供はなし。
- 全般
  - メディアスロット、ディスクドライブの使用、一部ゲームの起動、SIXAXISの接続
  - インターネットへの接続
  - 光デジタル端子による5.1ch、HDMIによる7.1chまでの音声出力
  - 仮想メモリーカードの作成
  - インターネットブラウザの起動

バージョン1.02
2006年11月11日に発売された、本体と同時発売のタイトルに収録。オンライン上での公開は無し。
- 詳細不明。

#### バージョン1.10
2006年11月11日公開。
- 全般
  - PlayStation Networkのサービスを利用できるようになった。
  - ヨーロッパ言語の画面キーボードで、シングルタップ方式の文字入力ができるようになった。
- 設定
  - ［ミュージック設定］に［音楽CD出力周波数］が追加された。
  - ［本体設定］に［ATRACを有効にする］が追加された。
  - ［周辺機器設定］の「キーボードのタイプ］で、選択できるキーボードの種類が増えた。
  - ［ディスプレイ設定］に「クロスカラー低減フィルター」が追加された。
  - ［ディスプレイ設定］の「スクリーンセーバー」に［5分後］が追加された。
- ビデオ
  - ハードディスクや記録メディアに保存した動画ファイルを再生するときに、［画面モード］で［フル］を選べるようになった。
- ネットワーク
  - ［インターネットブラウザ］で音楽や動画ファイルをダウンロードして、ハードディスクに保存できるようになった。
  - ［PlayStation Store］で下記のコンテンツをダウンロードできるようになった。
    - PLAYSTATION 3規格ソフトウェア
    - PSPで動作するPlayStation規格ソフトウェア（システムソフトウェア バージョン3.00以上のPSPが必要）。

  - ［インターネットブラウザ］で繁体字中国語および簡体字中国語の表示に対応した。
  - ［オンラインマニュアル］が追加された。
- その他
  - HDDの容量計算に置いて、16進数による切れが良い数字で計算するように変更した(例：1GB=1024×1024×1024バイト)。

バージョン1.11
2006年11月28日公開。
- ネットワーク
  - ［フレンド］に［アカウント管理］が追加された。

#### バージョン1.30
2006年12月6日公開。
- 設定
  - ［周辺機器設定］の［Bluetooth機器登録］で、BDリモートコントローラを登録できるようになった。
  - ［BD/DVD設定］に［BD/DVD映像出力フォーマット (HDMI) ］が追加された。
  - ［本体設定］に［バックアップユーティリティー］が追加された。
  - ［本体設定］の［フォーマットユーティリティー］および［PS3の初期化］で、ハードディスクのフォーマット方法を選べるようになった。
  - ［ディスプレイ設定］の［映像出力設定］で出力解像度の選択方法が変更された（1080iと720pの優先順位を入れ替え、1080iの方を上位に扱うようになった）。
- その他
  - 使用できるUSB周辺機器が追加された。
  - SACDのデコードが改善されて再生音質が向上し、さらに176kHzのリニアPCMで出力できるようになった。

バージョン1.31
2006年12月13日公開。
- その他
  - ハードディスクへのインストールが必要なPlayStation 2規格ソフトウェアを遊べるようになった。ただし別途PS2 System DataをPlayStation Storeからダウンロードし、インストールする必要がある。しかし、これはPS2規格ソフトウェアに対応するハードのみであり、それ以外のモデルではインストールしても意味がない。対応作品は「Final Fantasy 11」、「信長の野望Online」、「SOCOM US NAVY SEALSシリーズ（1,2,3作目）」。

バージョン1.32
2006年12月21日公開。
- ネットワーク
  - ネットワーク機能が改善及び、強化された。

#### バージョン1.50
2007年1月24日公開。
- ユーザー
  - ユーザーアイコンの画像を［フォト］から選択可能になった。
- 設定
  - ［Edy Viewer］が追加された。
  - ［サウンド設定］が変更された。
  - ［本体設定］が変更された。
  - AOSSで接続時にネットワークセキュリティの種類をWEP、WPA(AES)、WPA(TKIP)から選択可能になった。
  - バックアップデータの削除が可能になった。
- ネットワーク
  - PlayStation Storeで「Edy」からウォレットをチャージ（入金）可能になった。
- フレンド
  - PlayStation Networkのパスワード保存/自動サインイン選択可能になった。
- その他
  - キーボードで韓国語が入力可能になった。
- 未公開
  - PS、PS2ソフトの映像出力時にi/p変換の不具合で起こっていた画質劣化が改善された。

バージョン1.51
2007年2月2日公開。
- PLAYSTATION 3、PlayStation 2規格ソフトの機能が強化された。

バージョン1.54
2007年2月28日公開。
- AVチャットで相手の画像を画面サイズに合わせて拡大表示できるようになった。
- AVチャットでUSBビデオクラスに対応したUSBカメラが使えるようになった。

#### バージョン1.60
2007年3月22日公開。
- 新機能
  - インターネットブラウザでのピンポイントズーム、解像度変更、本体の画質設定による解像度調整が可能になった。
  - Folding@Homeに参加できるようになった。
  - 家庭内のアクセスポイント経由でのPSPからのリモートプレイができるようになった。
  - ダウンロードしながら他の操作ができるようになった（PlayStation Storeのバックグラウンドダウンロード機能）。
  - 文字の入力時に画面にフルサイズキーボードを表示できるようになった。
  - ディスクが自動で起動するようになった。
- 全般
  - BD-RE（Blu-ray Disc Rewritable） ver.3.0の再生に対応した。
  - テレビと接続したときのHDMI自動検出に対応した。HDMIケーブルが接続された状態でPS3の電源を入れると、自動的に映像出力設定の切りかえ画面が表示されるようになった（HDMIケーブルで接続したテレビの電源が入っていない場合は機能しない）。
- 設定
  - ［本体設定］の［表示言語］に、デンマーク語、ノルウェー語、フィンランド語、スウェーデン語、簡体字中国語、繁体字中国語が追加された。
  - ［本体設定］の［文字セット］で、ファイル名に使う文字セットを選べるようになった。
  - ［本体設定］に［WMAの再生を有効にする］が追加された。
  - ［本体設定］に［ディスク自動起動］が追加された（自動起動を無効に設定できるようになった）。
  - ［本体設定］の［バックアップユーティリティ］で、バックアップしたデータを他のPS3にリストアできるようになった。
  - ［周辺機器設定］の［Bluetooth機器登録］で、Bluetoothキーボードとマウスを登録できるようになった。
  - ［リモートプレイ設定］が追加された。
- ミュージック
  - DSD（Direct Stream Digital）ディスクの再生に対応した（SonicStage Mastering Studio Ver.2.1以上またはDSD Direct Ver.2.0以上で作成できる音楽ディスク）。
  - WMAの再生。
- ビデオ
  - 再生できるファイル形式にMotion JPEG、AVCHD（.m2ts）が追加された。
- ネットワーク
  - ［ダウンロード管理］が追加された。
- フレンド
  - ［新しいチャットを開始］が追加された。
- Other OS（公式サイトでは未公表。PS3 Linux Distributor's Starter Kitより）
  - Other OSインストーラーがシステムソフトウェアと統合されネットワークからダウンロードする必要がなくなった。
  - 内蔵HDDにLinuxパーティションを割り当てなくてもBoot Loaderがインストールできるようになった。これによりLive Linux CD等内蔵HDDを使わずにLinuxを使用することも可能に。
  - 起動システムメニューから「他のシステム」を選択するとすぐに再起動が実行されるようになった。
  - LinuxでWi-Fiを使うための機能追加。

#### バージョン1.70
2007年4月19日公開。
- PlayStation 2用のUSB接続タイプの4つの周辺機器（「電車でGO!コントローラTYPE2」、「電車でGO!新幹線専用コントローラ」、「フライトスティック2」、「GT-FORCE Pro」）で、振動機能やフォースフィードバック機能もあわせ正常に動作するようになった。
- PlayStation規格ソフトのセーブデータをPS3とPSPの両方で使えるようになった。
- PlayStation規格ソフトをダウンロードして遊べるようになった（サービスの開始は4月26日）。

#### バージョン1.80
2007年5月24日公開。
- 新機能
  - ゲーム／DVDのアップコンバート出力
  - ブルーレイ映像の720p出力
  - メモリーカードへのセーブデータ書き戻し
  - DLNAクライアント機能
  - フォトの印刷
  - インターネット経由のリモートプレイ（PSP システムソフトウェア バージョン3.50が必要。PSP システムソフトウェア バージョン3.50は2007年5月31日公開）。
- 設定
  - ［BD/DVD設定］に［BD 1080p 24Hz出力（HDMI）］が追加された。
  - ［ディスプレイ設定］に［RGBフルレンジ（HDMI）］が追加された。
  - ［ディスプレイ設定］に［Y Pb/Cb Pr/Crスーパーホワイト（HDMI）］が追加された。
  - ［ミュージック設定］に［ビットマッピング（Super Audio CD）］が追加された。
  - ［周辺機器設定］の［カメラテスト］が［カメラ機器設定］に変更された。
  - ［プリンタ設定］を追加した。
  - ［ネットワーク設定］に［メディアサーバー接続］が追加された。
- ミュージック
  - CD情報を編集できるようになった。
  - CDアップサンプリング機能の搭載（2倍(88.2kHz)または4倍(176.4kHz)）
- フォト
  - スライドショーに新しい表示パターンが追加された。
  - 画像をズーム表示できるようになった。
  - 画像をトリミングできるようになった。
- ビデオ
  - スーパーホワイト、x.v.Colorの出力に対応した。
  - Blu-ray Discのダウンコンバート出力に対応した（PS3の映像出力設定で720pを選んでいるときに、1080i/1080pで記録されたBlu-ray Discを720pの解像度で再生できる）。
  - BDビデオのAACSキーを更新[1]。
- ゲーム
  - コピーが禁止されているPlayStation規格ソフトウェア／PlayStation 2規格ソフトウェアのセーブデータをPS3にムーブできるようになった。
- ネットワーク
  - ［ダウンロード管理］のオプションメニュー項目が変更された。
  - インターネットブラウザのブックマークに［i-フィルター for PS3］が追加された。
- フレンド
  - AVチャットのオプションメニューに［フォトを表示］を追加。
- 非公開
  - MP4 ファイルフォーマットにおいて、H.264 High Profile および interlace に対応した。

バージョン1.81
2007年6月15日公開。
- 設定
  - ［ディスプレイ設定］の［RGBフルレンジ（HDMI）］で、設定時の動作が改善された。

- その他
  - 一部のオンライン対応PlayStation 2規格ソフトウェアで、プレイ中のネットワーク接続の安定性が改善された。

- 注意事項
  - バージョン1.80まで動作が確認されていたPS2のゲームの一部が動作しなくなる。
    - ワイルドアームズ ザ フィフスヴァンガード、ワイルドアームズ ザ フォースデトネイター等

バージョン1.82
2007年6月28日公開。
- ゲーム
  - バージョン1.81で一部のソフトが起動しなくなる症状が改善された。

- ビデオ
  - AVC（H.264およびMPEG-4）のHigh Profileに正式対応した。

#### バージョン1.90
2007年7月24日公開。
- 全般
  - ディスクのオプションメニューに［ディスク取り出し］が追加された。
  - ファイルやフォルダのアイコンを変更するときに、［フォルダ分類］を選べるようになった。
- 設定
  - ［BD/DVD設定］の［BD 1080p 24Hz出力（HDMI）］で［入］を選べるようになった。
  - ［ミュージック設定］の［音楽CD出力周波数］で［44.1/88.2/176.4kHz］を選べるようになった。
  - ［ミュージック設定］の［ビットマッピング］で［タイプ2］を選べるようになった。
- 壁紙
  - 　XMBの背景に、画像を表示できるようになり、XMB上の表示フォントを変更できるようになった
- ビデオ
  - 操作パネルの［画質調整］が［映像音声設定］に変更された。
  - メモリースティックや、デジタルビデオカメラのハードディスクに保存されたAVCHD形式の動画を再生できるようになった。
  - 記録メディアやハードディスクに保存された動画ファイルの再生時に、 ［スロー（戻る）］、 ［コマ戻し］の操作ができるようになった。
- ゲーム
  - PlayStationおよびPlayStation 2規格ソフトウェアのプレイ中に、出力設定（ノーマル／フル）を変更できるようになった（アップコンバートON/OFFは切り替え不可）。
  - ハードディスクに保存したゲームを並べかえられるようになった。
- ネットワーク
  - インターネットブラウザの［ファイル］メニューに、［リンク先をブックマークに追加］が追加された。
  - インターネットブラウザの［ツール］に［ブラウザセキュリティ］が追加された。
  - インターネットブラウザのwebページ表示速度が向上した(公式なアナウンスは無し)
- フレンド
  - メッセージ作成時に、絵文字を入力できるようになった。
  - AVチャットでアバターを表示しているときに、アバターが音声に反応して動くようになった。

バージョン1.92
2007年9月4日公開。
- ゲーム
  - PlayStation Storeで配信される追加アイテム用の機能が強化された。

- 非公開
  - このバージョン以降はアップデート時にコントローラのUSB接続を要求せず、ワイヤレスのまま作業可能になった。

バージョン1.93
2007年9月13日公開。
- ネットワーク接続の安定性が改善された。
- Other OS（公式サイトでは未公表。PS3 Linux Distributor's Starter Kitより）
  - 最新のPS3 Linuxの機能を使用するために必要なシステムソフトウェアのバージョンを1.93以降とした。

バージョン1.94
2007年10月25日に発売された、「忌火起草」に収録。オンライン上での公開は無し。
- DUALSHOCK 3のサポート。

バージョン1.97
2007年11月11日に発売された、40GB版の初回出荷分に搭載。アップデータとしての提供はなし。
- 詳細不明。

### バージョン2系列

#### バージョン2.00
2007年11月8日公開。
- 新機能
  - XMBのアイコンや背景をカスタマイズできるようになった。
  - プレイリストを作成して、［ミュージック］と［フォト］のコンテンツを整理できるようになった。
  - ［ネットワーク］に［インフォメーションボード］が追加された。
  - XMBのカテゴリアイコンに、［PlayStation Network］が追加された。
  - ［リモートプレイ設定］に［リモート起動］が追加された。これによりインターネット経由でPSPからリモートプレイ接続をするときに、待機中のPS3の電源を自動的に入れることが可能に（Wake On LAN）。
- 全般
  - オプションメニューのフォルダ分類で選べる項目が増えた。
- 設定
  - ［テーマ設定］に［カラー］、［背景］が追加された。
  - ［テーマ設定］＞［背景］で［明るさ］が選べるようになった。
  - ［ネットワーク設定］＞［インターネット接続設定］の設定手順が変更された。
  - ［プリンタ設定］の［プリンタの選択］でキヤノン製プリンタを選べるようになった。
- ミュージック
  - SACDの光デジタル出力に対応(40GBモデルはSACD非対応)。2チャンネルステレオSACDの44.1kHz 2ch PCM変換出力およびマルチチャンネルSACDのdts変換出力に対応[2]（公式未発表）。
- ゲーム
  - ワイヤレスコントローラのPSボタンを押して表示されるメニューに、［コントローラ設定］＞［振動機能］が追加された。
- ネットワーク
  - PlayStation Storeで、動画コンテンツのプログレッシブダウンロード（動画を見ながらダウンロードすること）ができるようになった。
  - インターネットブラウザで［トレンドマイクロ ウェブ セキュリティ for PS3］を利用できるようになった。
  - インターネットブラウザでHDDを仮想記憶に使い高速化[3]（公式未発表）。
- フレンド
  - AVチャットの操作画面が変更になった。
  - AVチャットのカメラに、PLAYSTATION Eyeを利用できるようになった。

バージョン2.01
2007年11月20日公開。
- 一部のPLAYSTATION 3規格ソフトウェアにおいて、動作の安定性が改善された。
  - みんなのGOLF5：システムソフトウェア2.00で発生したSD解像度で画面の一部が見づらくなる現象。

- インターネットブラウザおよびインフォメーションボード動作時の状態をはじめとするシステムソフトウェアの安定性が改善された。
- PlayStation 2規格ソフトウェアのアップコンバート出力時における動作の安定性が改善された。
- 意図しないリモート起動を防ぐため、［リモート起動］の仕様が変更された。
- マルチチャンネルSACDのdts変換・光デジタル出力が廃止され、44.1kHz 2ch PCM出力に変更された(公式未発表)。

#### バージョン2.10
2007年12月18日公開。
- 新機能
  - ［周辺機器設定］に［ボイスチェンジャー］が追加された。
  - PS1準拠のソフトがPSPでリモートプレイ可能に（公式未発表）
- ミュージック
  - ［設定］＞［ミュージック設定］＞［ビットマッピング］で［タイプ3］が選べるようになった。
  - ビジュアライザーに「地球」が追加された[5]（公式未発表）。製作したのはPixelJunkシリーズを作っているQ-Games[6]。
- ビデオ
  - 再生できるファイルの種類に、DivXとVC-1（WMV）が追加された。
  - Blu-ray DiscのProfile1.1に対応した。
  - ［BDデータ管理］が追加された。
- 日付と時刻設定
  - タイムゾーンの設定で所在地が地球で表示される（公式未発表）。
- Other OS（公式サイトでは未公表。PS3 Linux Distributor's Starter Kitより）
  - LinuxでWi-FiのWPA2アクセスポイントを新たにサポートするための機能追加。

バージョン2.17
2008年3月13日公開。
- ゲーム
  - 一部のPLAYSTATION 3ソフトの動作の安定性を改善。

- PlayStation 2互換
  - HDDインストール可能なPlayStation 2ソフトを追加（信長の野望Online～争覇の章～）。

#### バージョン2.20
2008年3月25日公開。
- ビデオ
  - BDのProfile2.0に対応。BD-Live機能が追加。
  - BD-R Ver.1.2(LTH) の再生に対応。
  - DivXおよびWMV形式の2GBを超えるファイルを再生可能に。
  - DivX形式のファイルで字幕表示に対応。
  - BDやDVDのレジューム再生可能に(BDの場合、BD-J対応の物は不可)。
  - 操作パネルにモスキートノイズリダクション機能を追加(BDAV・DVD)。
- フォト
  - プレイリストを編集中にフォトを確認可能に。
  - プレイリストをPSPに渡せるようになった。
- ミュージック
  - プレイリストを編集中に再生して確認可能に。
  - DLNAサーバーに保存された一部の著作権保護コンテンツの再生対応（moraおよびAny Musicで購入したATRAC形式コンテンツ）。
  - リモートプレイで音声出力機器が選択可能に。
  - プレイリストをPSPに渡せるようになった。
- ゲーム
  - PlayStation、PlayStation 2互換性更新。
- ネットワーク
  - リモートプレイ中にPS3の一部の設定項目を操作可能に。
  - インターネットブラウザのメニューにリンク先を保存を追加。
  - インターネットブラウザで、Webページの表示速度を改善。
  - インターネットブラウザで、Webページから直接リンクされた動画ファイルをストリーミング再生可能に（ファイルの種類によってはストリーミング再生できない場合がある）。
- 設定
  - Bluetooth機器の登録方法が変更。さらに登録した機器の管理が可能に。
  - BD/DVD設定にBDインターネット接続設定を追加。

#### バージョン2.30
2008年4月15日公開。
- ネットワーク
  - PlayStation Storeリニューアルに伴う変更。
- ビデオ
  - BDのDTS-HD Master AudioおよびDTS-HD High Resolution Audioの再生に対応。
（DVDのDTS-ES、DTS 96/24、Blu-ray DiscのDTS-ES Matrixの再生を行うとDTSに劣化する）
- Bluetooth
  - ペアリング済みヘッドセットの再接続がヘッドセットの電源投入で自動的に行なわれるようになった[7]（公式未発表）。

バージョン2.35
2008年5月15日公開。
- ゲーム
  - 一部のPLAYSTATION 3規格ソフトウェアにおける動作の安定性の改善。
  - ソフト開発者向けに録画機能を追加（公式未発表）。
  - 対応ゲーム内の録画およびYouTubeにアップロードできる機能が追加。YouTubeが家庭用ゲーム機に公式対応するのは世界初。

バージョン2.36
2008年6月18日公開。
- ゲーム
  - 一部のPlayStation規格ソフトウェアにおける動作の安定性の改善。

#### バージョン2.40
2008年7月2日公開。
一部のユーザーからフリーズするなどの不具合が報告され、2008年7月3日にアップデータの提供が停止された。
- 全般
  - PS3規格ゲームの実行中にXMBを表示できるようになった。ただしインターネットブラウザ・動画再生・PlayStation Storeなどはゲームと同時に実行できない。
  - XMBに時計が表示されるようになった。［設定］＞［日付と時刻設定］で設定した、月日、時間が表示される。
  - キーボードでテキストを入力するときに、入力フィールドにあるテキストをすべて削除できるようになった。
  - PSボタンの操作が無効のときに、アイコンが表示されるようになった。
- ユーザー
  - ［本体の電源を切る］を追加し、XMBからPS3の電源を切れるようになった。
- 設定
  - システムソフトウェアのアップデート後に、自動的にPS3の電源を切れるようになった。
  - ［周辺機器設定］に［コントローラ割り当て］［コントローラ振動機能］が追加された。
- フォト
  - プレイリスト内の画像を印刷できるようになった。
  - 月別／年別にフォルダ分類しているときに、オプションメニューで［撮影日時順▼］［撮影日時順▲］に並べかえできるようになった。
- ミュージック
  - 音楽を再生中に、ミニ操作パネルを表示できるようになった。
  - 再生できるファイルの種類に、MP3 Surroundが追加された（MP3 Surroundは、Linear PCM出力だけに対応している）。
- ビデオ
  - ハードディスクや記録メディアに保存した動画で、［フレームノイズリダクション］［ブロックノイズリダクション］を設定できるようになった。
  - ハードディスクや記録メディアに保存した動画のアップコンバート出力に対応した。動画を再生すると、自動的に画面サイズに合わせてアップコンバート出力される。
  - Blu-ray Disc（BDAV）のアップコンバートに対応した。
  - DVD-Video, Blu-ray DiscのDTS再生において、DVD-VideoのDTS-ES、DTS 96/24、Blu-ray DiscのDTS-ES Matrixの再生に対応した。
  - 一部のBlu-ray Discの7.1ch DTS-HDで発生していたスピーカー配置情報のデコードミスを修正[10]（公式未発表）。
- ゲーム
  - PLAYSTATION 3規格ソフトウェアの終了方法が変更された。
  - 対応したゲームでトロフィーを集められるようになった。
- ネットワーク
  - インターネットブラウザのブラウズモードのメニューに［検索］が追加された。
- フレンド
  - フレンドリストに登録できるフレンドの数が、50人から100人に増えた。
  - 情報画面を［プロフィール］に変更して、デザインが一新された。

バージョン2.41
2008年7月8日公開。
バージョン2.40の公開中止の原因となった不具合が修正された。既に正常に起動しなくなってしまった本体は、インフォメーションセンターでの修正対応となる旨も発表された。
- 全般
  - ハードディスクに特定のシステム管理データが含まれる場合、バージョン2.40へのアップデート後に正常に起動しない不具合を修正。

バージョン2.42
2008年7月30日公開。
- ゲーム
  - 一部のPLAYSTATION 3およびPlayStation規格ソフトウェアにおいて動作品質を改善。

バージョン2.43
2008年9月17日公開。
日本以外ではアップデートの必要がなく、明示的にアップデートを促されることはない。
- 全般
  - 9月24日より日本国内で開始される有料動画ダウンロード配信に対応。

バージョン2.45
2008年10月30日に発売された、80GB版の初回出荷分に搭載。アップデータとしての提供はなし。
- 詳細不明。

#### バージョン2.50
2008年10月15日公開。
- 全般
  - PlayStation Networkへのサインアップとアカウント管理がリニューアルした。
  - システムが正常に起動しなくなった場合などに、特定の操作をすると、セーフモードで起動できるようになった[11]。
- ユーザー
  - ハードディスク内にバックグラウンドダウンロード中のコンテンツや未インストールのコンテンツがある場合、それらのインストールが終わってから自動的に電源を切れるようになった。
- 設定
  - ［BD / DVD設定］を［ビデオ設定］に変更した。
  - ［ビデオ設定］に、動画の［連続再生］が追加された。
  - ［ビデオ設定］の［シネマ変換］［アップコンバート］を［BD / DVDシネマ変換］［BD / DVDアップコンバート］に変更した。
  - ［本体設定］に［DivX VOD 登録コード］が追加された（DivX VODサービスに対応した動画ファイルをPS3で再生するには、この登録コードを使ってPS3を認証登録する必要がある）。
  - ［省電力設定］を追加し、一定時間操作しなかったときに自動的に電源を切れるようになった。
  - ［周辺機器設定］の［音声機器設定］で、Bluetooth機器の再接続方法が変更になった。
  - ［プリンタ設定］の［プリンタの選択］で、ネットワーク接続機能に対応したプリンタを選べるようになった。また、HP製プリンタを選べるようになった。
- ミュージック
  - 操作パネルおよびミニ操作パネルの［音量調整］が、9段階に調整できるようになった。
  - ミニ操作パネルに［一時停止］が追加された。
  - Bluetooth機能においてステレオ高音質通信用のA2DPに対応（公式未発表）。
- ビデオ
  - 操作パネルの［音量調整］が、9段階に調整できるようになった。
  - 操作パネルに［シーンサーチ］を追加した。
  - ハードディスクや記録メディアに保存した動画で［モスキートノイズリダクション］を設定できるようになった。
  - BD（BDAV）/DVDの再生において、映像の動きに応じたクロマアップサンプリング処理がされるようになった。
- ゲーム
  - ［トロフィーコレクション］のオプションメニューに［サーバーと同期］が追加された。
  - PlayStation 3規格ソフトウェアのゲーム中にPSボタンを押して、［設定］＞［ネットワーク設定］＞［設定内容と接続の一覧］を確認できるようになった（PlayStation 3規格ソフトウェアでも、ゲームによっては確認できないものがある）。
  - ワイヤレスキーパッド対応[12]（公式未発表）。
- ネットワーク
  - インターネットブラウザが、Adobe Flash Player 9に対応した。
- PlayStation Network
  - PlayStation Networkへの自動サインイン切の設定方法、サインアウトのしかたが変更になった。
  - PlayStation Storeの［ダウンロードリスト］［カートを見る］の操作ボタンが変更になった。また、［コード番号の入力］の操作ボタンが追加された。
- フレンド
  - フレンドリストに登録したフレンドがオフラインの時に、最後にサインインした日時が表示されるようになった（日付と時刻で設定している日時によっては表示されない場合有り）。

バージョン2.52
2008年11月5日公開。
- 全般
  - PS3規格ソフトウェア等でスクリーンキーボードやUSB・Bluetooth接続キーボードを使った文字入力の不具合を修正。

バージョン2.53
2008年12月2日公開。
- ネットワーク
  - インターネットブラウザで、Adobe Flash Playerのフルスクリーンモードに対応。

#### バージョン2.60
2009年1月21日公開。
- フォト
  - フォトギャラリーを追加。
- ビデオ
  - DivXバージョン3.11でエンコードされたファイルを再生可能になった。
- PlayStation Network
  - PlayStation Networkのアカウントを持っていない状態でも、先にPlayStation Storeにアクセスできるようになった（ダウンロードにはサインアップが必要）。

#### バージョン2.70
2009年4月2日公開。
- 設定
  - ミュージック設定にダイナミックノーマライザ（音量正規化）を追加した。
- ゲーム
  - PlayStation 3規格ソフトウェアやPlayStation Storeから購入したゲームで、オプションメニューから［インターネット検索］を選ぶと、そのゲームについてインターネット検索ができるようになった。
- ビデオ
  - PlayStation Storeからダウンロードした有料のビデオコンテンツ（ファイルタイプがMNV）をバックアップ／リストア（復元）できるようになった。
- ネットワーク
  - インターネットブラウザで、ページ内の文字をコピー／ペーストできるようになった。
  - インターネットブラウザのブラウズモードのメニューに［ファイル］＞［このページのアドレスをコピー］、［リンク先のアドレスをコピー］を追加した。
  - インターネットブラウザのブラウズモードのメニューに［ブラウザセキュリティ］を追加し、［ブックマーク］に登録されていたWebフィルタリングサービスのWebサイトを移動した。
  - インターネットブラウザのAdobe Flash Playerを9.0.151.0へ更新(公式未発表)。
- フレンド
  - フレンドリストに登録したフレンドとテキストチャットができるようになった。よって、ゲーム中もテキストチャットに参加できる。
  - フレンドリストに登録したフレンドの並び順が変わった。
  - フレンド登録依頼をされているユーザーのアイコンが、フレンドリストの上位に表示されるようになった。
  - メッセージに添付できるファイルサイズが3MBに増えた。

バージョン2.76
2009年5月14日公開。2009年9月3日に発売された、120GB版の初回出荷分(前期生産分)に搭載。
- ゲーム
  - 一部のPlayStation 3規格ソフトウェアにおいて、動作品質を改善。

#### バージョン2.80
2009年6月24日公開。
- ゲーム
  - 一部のPlayStation 3規格ソフトウェアにおいて動作品質を改善。

強制ではなく、任意である。
バージョン2.85
2009年9月3日に発売された、120GB版の初回出荷分(後期生産分)に搭載。アップデータとしての提供はなし。
- 詳細不明。

### バージョン3系列

#### バージョン3.00
2009年9月1日公開。
- 全般
  - クロスメディアバー（XMB）のデザイン大幅リニューアル。
    - 文字表示が大きくなった。
    - インフォメーションパネルの追加

  - 「フレンド」を表示させなくても、オンラインのフレンド人数や新着メッセージの有無が確認できるようになった。
  - ダイナミックカスタムテーマに対応。
  - 従来のインフォメーションボードを「What's New」にリニューアル。
  - ゲームやビデオから、PlayStation Storeの最新コンテンツに直接アクセスできるようになる。
  - 記録メディアでフォルダを作成したときに、フォト、ミュージック、ビデオで表示できるフォルダの階層が増加。
  - フレンドのメッセージ作成画面など、画面キーボードが表示される場面でテキストをコピーできるようになる。
  - ソフト起動時に「PLAYSTATION 3」のロゴと起動音が出なくなった。
  - 起動デモの変更(「Sony Computer Entertainment Inc.」から新規に採用されたPS3ロゴに変更、起動音の変更)。
  - メニュー内の文言の「PLAYSTATION 3」を「PlayStation 3」に変更。ただし、PS3（厚型）では本体のロゴに「PLAYSTATION 3」のまま。
- 設定
  - サウンド設定に音声同時出力を追加。HDMI出力端子、光デジタル出力端子、AVマルチ出力端子に音声を同時出力できる。ただし、「サウンド設定」→「音声出力設定」で設定した端子以外に出力される音声チャンネル数は2ch.に制限される。
  - ビデオ設定にHDD 音声言語とHDD 字幕言語を追加。PlayStation 機能（88.2KHzもしくは176.4KHz）が、ハードディスク内やUSBで接続された各種ストレージ内にある音楽ファイルに関しても行われるようになる。ただし有効にした場合はインターネットブラウザ使用中などに音楽を同時再生できない。
  - HDDや記録メディア上の音楽ファイルのアップサンプリング出力設定が追加。
  - 本体設定に「DCTP-IPを有効にする」を追加（該当するコンテンツを再生しようとした時に表示）。
    - DLNAサーバー機能を持ったBDレコーダー内等に保存された地上デジタル放送等の、著作権保護されたコンテンツをネットワーク経由で再生可能になった[13]。
- ビデオ
  - ビデオコンテンツの再生中にワイヤレスコントローラの右スティックを使って、早送り／早戻し操作ができるようになる。
- ネットワーク
  - インターネットブラウザーのメニューに「このページを印刷」を追加。
  - インターネットブラウザーのメニューに「スクリーンショットの保存」を追加。
- フレンド
  - プロフィール画面にメッセージ一覧が表示されるようになる。フレンドのプロフィール画面で「メッセージ一覧」を選ぶと、フレンドとやりとりしたメッセージの一覧が表示される。

バージョン3.01
2009年9月15日公開。
- ゲーム
  - バージョン3.00で『アンチャーテッド エル・ドラドの秘宝』がフリーズする問題に対処。

#### バージョン3.10
2009年11月19日公開。
- 全般
  - Facebookとの連携機能を追加。獲得したトロフィーや、PlayStation Storeで購入したゲームの情報をFacebookに公開できるようになった。
- フォト
  - 画像表示方法がグリッド表示に変更された。
- 設定
  - 「設定の初期化」で、現在ログインしているユーザーのPlayStation NetworkのID・ログインパスワードを消去できるようになった。
- フレンド
  - プロフィールの背景色を変更できるようになった。

バージョン3.15
2009年12月10日公開。
- 全般
  - PS3間のLANデータ転送ユーティリティがスムーズになった。本体の買い換えなどで、ゲームのセーブデータやPSNコンテンツなどの移行がケーブル一本で出来るようになった。2台同時に電源を入れて転送元PS3から操作する。

- ゲーム
  - PSP Minisエミュレータを追加（日本では公式未発表）。

- ビデオ
  - スカパー!HDを録画したディスクの再生に対応（公式未発表）。

バージョン3.16
2010年3月18日に発売された、PS3専用周辺機器『torne(トルネ)』のインストールディスクに収録。オンライン上での公開は無し。
- 新機能
  - XMBに［テレビ］が追加された。※これ以降のバージョンでもtorneをインストールしない限り「テレビ」は出現しない。
  - torne対応。

#### バージョン3.20
2010年3月19日より出荷が開始された「CECH-2100A」に搭載。アップデータとしての提供はなし。
- 詳細不明。

バージョン3.21
2010年4月1日公開。
一部機種で廃止される機能があるため、事前に告知があり、任意のアップデートとされた。但しアップデートしなければ「PlayStation Networkへのアクセスができない」「この版以降のシステムソフトウェアを必要とするゲームを起動できない」「今後追加される機能や修正を利用できない」などの制限がある。
- 廃止機能
  - 初代PS3と同形のシリーズで、他のOSをインストールする機能を削除。優先起動システムも削除(これにより、Yellow Dog LinuxなどのOSが起動できなくなった)

- ゲーム
  - PlayStation Storeからダウンロードできる一部のPlayStation規格ソフトウェアにおいて動作品質を改善。

- ビデオ
  - MP4ビデオファイルの再生に関するセキュリティ脆弱性に対応。

#### バージョン3.30
2010年4月22日公開。
- ゲーム
  - 3D立体視ゲームに対応。3D映像に対応したテレビとPS3®をHDMIケーブルで接続する必要がある。ただし、今後に備えたアップデートであり、この版が公開された時点では対応するゲームは存在しなかった。
  - ゲーム トロフィーの並べかえができるようになった。
  - 未獲得トロフィーの表示が「???」から「隠しトロフィー」に変更になった。
- 設定
  - リモートプレイ設定の機器登録で［パソコン］が選べるようになった。VAIOから、PS3®のリモートプレイができるようになる。
- ビデオ
  - ビデオ設定のBD音声出力フォーマット（光デジタル）設定でビットストリーム（ダイレクト）、ビットストリーム（ミックス）が選択可能。

#### バージョン3.40
2010年6月29日公開。
- PlayStation Plus
  - PlayStation Networkで提供されるPlayStation Plusに対応した。
- フォト
  - [フォトギャラリー]にPlayStation Networkエリアを追加。FacebookとPicasaウェブアルバムの写真を閲覧、フォトギャラリーの写真をPlayStation Networkのフレンドと共有可能にした。
  - [フォトギャラリー]で写真を印刷できるようになった。
  - [フォトギャラリー]で写真を削除できるようになった。
- ビデオ
  - ビデオ編集とFacebook、YouTubeへのアップロード機能を追加。
- フレンド
  - フレンドのアバターを選んだときに、フレンドのトロフィーレベルが表示されるようになった。
- 設定
  - [ディスプレイ設定]に[Deep Color出力（HDMI）]を追加した。
  - [本体設定]に[自動ダウンロード]を追加した(PlayStation®Plus加入者のみ) 。
  - [省電力設定]の[自動電源オフ]の初期設定値が[2時間後]になった。
- ネットワーク
  - インターネットブラウザーのAdobe Flash Playerを9.0.159.0へ更新(公式未発表)。
- その他
  - PlayStation Storeに評価機能が加わった。PlayStation Storeで購入した商品について、5つ星評価ができる。
  - 時計機能（うるう年判定）を修正した。
  - torneの自動録画でPS3がスタンバイから復帰する時に「ピッ」という起動音が出なくなった（公式未公表）[15]。

バージョン3.41初版
2010年7月27日公開。
- その他
  - PlayStation Storeでおすすめ商品が表示されるようになった。

バージョン3.41第2版
2010年8月2日公開。
- その他
  - 3.41初版で発生していた、HDD換装の際に要求されるアップデートが途中で失敗する問題を修正。

バージョン3.42
2010年9月7日公開。
- その他
  - ハードウェアセキュリティの脆弱性に対処。

#### バージョン3.50
2010年9月21日公開。
- ビデオ
  - Blu-ray 3Dディスクに収録された3D映像に対応した。

- フレンド
  - 迷惑メッセージを受信した場合、通報できるようになった。

- その他
  - Facebook®対応ゲームからFacebook®に公開している情報にアクセスできるようになった。
  - [PlayStation®Network]＞[アカウント管理]＞[Facebook]に、[ゲームからのアクセス許可]を追加した。

バージョン3.55
2010年12月7日公開。
- その他
  - システムソフトウェアのセキュリティを強化した（アップデートしなければPlayStation Networkへのアクセスができない）。

バージョン3.56初版
2011年1月27日公開。
- その他
  - システムソフトウェアのセキュリティを強化し、CFWのブラウザ経由以外のバックドアを完全に削除した。

バージョン3.56第2版
2011年2月1日公開。
- その他
  - 3.56初版で発生していた、HDD換装の際に新HDDを認識せず、誤ったエラーメッセージが表示される問題を修正。

#### バージョン3.60
2011年3月10日公開。
- ゲーム
  - [ゲーム]>[セーブデータ管理(PS3™)]に[オンラインストレージ]を追加。PlayStation Plus加入者向けの「セーブデータお預かり」に対応。

- 設定
  - コントローラを自動電源オフする無操作時間を10分/20分/30分から選択可能に。

- その他
  - フレンドカテゴリーやメッセージの送受信などで、オンラインネームの代わりにオンラインIDが表示されるように変更。

-   - BDリモートコントローラの新モデル(CECH-ZRC1J)に対応（公式未発表）。

バージョン3.61
2011年5月15日公開。
- その他
  - 個人情報流出事件で停止したPlayStation Networkの再開にあたり、セキュリティ対策として全ユーザーにパスワードを変更させるプロセスを追加。

バージョン3.65
2011年6月7日公開。任意のアップデート。
- ゲーム
  - XMBに「セーブデータ管理（PSP™）」の項目を追加。
  - 一部のPS3規格ソフトウェアの動作安定性を向上。

バージョン3.66
2011年6月23日公開。
- ゲーム
  - PS3規格ソフトウェアおよびネットワークサービスの動作品質を改善。

#### バージョン3.70
2011年8月10日公開。
- ゲーム
  - PSN（PlayStation Network）サーバーへの自動アップロード（PlayStation Plus会員限定）
    - セーブデーターのオンラインストレージへのアップロード（オンラインストレージはPlayStation Plus会員限定）。
    - トロフィーを定期的にオンライン同期。

- フォト
  - フォトとフォトギャラリーで、MPO（マルチピクチャー形式）ファイル（3Dやマルチアングル写真）に対応した。

- ビデオ
  - BD-Jの3D再生に対応した。
  - BD 3Dの映像を再生中においてDTS-HD音声の出力に対応。

- ネットワーク
  - PlayStation Storeにて、商品をフレンドに紹介する機能を追加。

- その他
  - XMBのカテゴリー名「テレビ」を「テレビ/ビデオサービス」に変更。

バージョン3.72
2011年9月20日公開。
- ゲーム
  - 一部のPS3規格ソフトウェアの動作品質を改善。

バージョン3.73
2011年10月18日公開。
- ゲーム
  - 一部のPS3規格ソフトウェアの動作品質を改善。

### バージョン4系列

#### バージョン4.00
2011年11月30日公開。
- 全般
  - PlayStation Vita対応。
  - 起動時に使用上の注意を表示（公式未発表）。
  - フリーズ後の起動時にファイルシステムの修復を求められるようになった（公式未発表）。

- ゲーム
  - PS Vitaアプリケーション管理追加。

- ビデオ
  - BDMVの再生でアップコンバートとシネマ変換対応。

- 設定
  - PS Vitaバックアップファイル削除追加。
  - 自動アップデート対応する項目の設定追加。

- ネットワーク
  - アカウント管理にプライバシー設定追加。

#### バージョン4.10
2012年2月8日公開。
- 設定
  - 日付と時刻の自動設定機能を追加。

- ネットワーク
  - インターネットブラウザの表示機能を改善。
  - （公式未公表） HTMLレンダリングエンジンを独自エンジンからWebKit(531.22.8)に変更。

バージョン4.11
2012年2月16日公開。
- 全般
  - 動作の安定性を改善。

#### バージョン4.20
2012年6月26日公開。
- 設定
  - 本体自動電源オフの設定で、自動電源オフまでの時間を「ビデオ/テレビ/ミュージック/フォト」と「ゲーム/その他の機能」に分けて設定できるようになった。
  - 日付と時刻設定 - タイムゾーンの「サモア諸島」を、「アメリカ領サモア」と「サモア独立国」に変更。
  - Edyと運営会社ビットワレットが「楽天Edy」に改称したのに伴い、クロスメディアバーの表示を「Edy viewer」に変更。

- ゲーム
  - セーブデータを複数選択して一括削除・コピーできるようになった。PlayStation Plusのオンラインバックアップについても同様。

- その他
  - PSP Remasterソフトウェアでアドホック・パーティーを使う時に、ゲーム中にフレンドサーチとゲームサーチができるようになった。また8人ルームに対応。
  - BDビデオのAACSキーを更新。

バージョン4.21
2012年7月5日公開。
- ゲーム
  - 一部のPS3規格ソフトウェアの動作品質を改善。

バージョン4.25
2012年9月12日公開。
- ゲーム
  - オンラインストレージに保存できるセーブデータの容量が増えた。（PlayStation Plus会員限定）

#### バージョン4.30
2012年10月24日公開。
- 設定
  - 言語の追加。

- ゲーム
  - トロフィーコレクションのリニューアル

バージョン4.31
2012年10月30日公開。
- ゲーム
  - PS3規格ソフトウェアの症状を改善。

#### バージョン4.40
2013年3月21日公開。
- 全般
  - 非接触ICカードリーダー／ライター PaSoRi （RC-S380 ソニー株式会社商品）に対応。
  - システムソフトウェアにおいて、動作の安定性を改善。

バージョン4.41
2013年4月25日公開。
- 全般
  - システムソフトウェアにおいて、動作の安定性を改善。

バージョン4.45
2013年6月19日公開。
アップデートしてしまうとXMBが表示されなくなる。
バージョン4.46
2013年6月27日公開。
バージョン4.45で発生していた、XMBが表示されない症状を改善。
- 全般
  - トロフィーを獲得したときの通知を非表示に設定できるようになった。

#### バージョン4.50
2013年10月2日公開。
- PSN
  - トロフィーの公開範囲を設定できるようになった。

バージョン4.53
2013年12月4日公開。
- 全般
  - システムソフトウェアにおいて、動作の安定性を改善。
  - 一部機能のパフォーマンス向上。

バージョン4.55
2014年2月6日公開。
- 全般
  - システムソフトウェアにおいて、動作の安定性を改善。

#### バージョン4.60
2014年6月24日公開。
- 全般
  - システムソフトウェアにおいて、動作の安定性を改善。

バージョン4.65
2014年8月26日公開。
- 全般
  - システムソフトウェアにおいて、動作の安定性を改善。

バージョン4.66
2014年11月19日公開。
- 全般
  - システムソフトウェアにおいて、動作の安定性を改善。

#### バージョン4.70
2015年2月24日公開。
- PSN→PlayStation™Network
  - PSN名称とアイコンをPlayStation™Networkに変更。

バージョン4.75
2015年6月2日公開。
- 全般
  - システムソフトウェアにおいて、動作の安定性を改善。

バージョン4.76
2015年9月3日公開。
- 全般
  - システムソフトウェアにおいて、動作の安定性を改善。

バージョン4.78
2016年1月20日公開。
- 全般
  - Facebookとの連携機能のサポートを終了。
  - PS2用互換機能に関する更新がこのバージョン以降打ち切られる。

#### バージョン4.80
2016年4月20日公開。以降システム内で用いられる社名がソニー・インタラクティブエンタテインメントとなる。これはPS3の初期設定時の画面や許諾表示、利用規約などでも同様。
- 全般
  - システムソフトウェアにおいて、動作の安定性を改善。

バージョン4.81
2016年11月1日公開。
- 全般
  - システムソフトウェアにおいて、動作の安定性を改善。

バージョン4.82
2017年11月14日公開。
- 全般
  - システムソフトウェアにおいて、動作の安定性を改善。
  - PS3 Xploitに関する対策。

バージョン4.83
2018年10月11日公開。
- 全般
  - システムソフトウェアにおいて、動作の安定性を改善。

バージョン4.84
2019年2月14日公開。
- 全般
  - システムソフトウェアにおいて、動作の安定性を改善。

バージョン4.85
2019年8月28日公開。
- 全般
  - システムソフトウェアにおいて、動作の安定性を改善。

バージョン4.86
2020年3月31日公開。
- 全般
  - システムソフトウェアにおいて、動作の安定性を改善。

バージョン4.87
2020年12月3日公開。
- 全般
  - システムソフトウェアにおいて、動作の安定性を改善。
  - HTTPS通信で使用するCA認証局のルート設定と暗証化方式を更新している。暗証化方式の切り替えとCA認証局側の署名キーの更新に伴う更新で、CFWなどの起動を対策する。

バージョン4.88
2021年6月1日公開。
- 全般
  - システムソフトウェアにおいて、動作の安定性を改善。
  - AACSの更新。

バージョン4.89
2022年5月10日公開。
- PlayStation™Network
  - PlayStation Networkへのサインイン時に機器設定パスワードの入力が必要となった。PSNにおいてもPS3でログインする場合は二段階認証設定が必須となる。
  - PlayStation Networkのアカウントの作成およびアカウント管理を、本体から利用することができなくなった。（これらを利用しようとすると代わりにWeb版へのQRコードとURLが表示されるようになった）

#### バージョン4.90
2023年2月28日公開。
- 全般
  - システムソフトウェアにおいて、動作の安定性を改善。
  - AACSの更新。

バージョン4.91
2024年2月27日公開。
- 全般
  - システムソフトウェアにおいて、動作の安定性を改善。
  - AACSの更新。

バージョン4.92
2025年3月5日公開。
- 全般
  - システムソフトウェアにおいて、動作の安定性を改善。
  - AACSの更新。